# Conexión francesa
La conexión francesa (en inglés French Connection) fue una trama de narcotráfico destinada a introducir heroína en los Estados Unidos, desde su lugar de origen, Turquía, y pasando por Francia. Este entramado tuvo su momento de mayor éxito en los años 1960 y 1970, en los que fue responsable de la mayor parte de la heroína consumida en Estados Unidos. Dirigida por los mafiosos corsos François Spirito y Antoine Guérini, y asociado con Auguste Ricord, Paul Mondoloni y Salvatore Greco, la "conexión francesa" negociaba principalmente con Meyer Lansky y Lucky Luciano. La mayor parte de su capital inicial lo lograron gracias a los expolios obtenidos por Ricord durante la Segunda Guerra Mundial, durante la cual colaboró con Henri Lafont, agente de la "Carlingue" o Gestapo francesa.

## Historia

### Años 1930-1950
Los primeros laboratorios de heroína fueron descubiertos en Marsella en 1937, y pertenecían al mafioso corso Paul Carbone. Esta primera trama de fabricación y venta de droga era el embrión de lo que más tarde se conocería como la "conexión francesa".
Históricamente, el origen de la materia prima se situaba en Turquía, donde se permitía la producción de opio para su venta a las compañías químicas para la fabricación de productos legales. Sin embargo, los campesinos vendían igualmente sus excedentes a los narcotraficantes, quienes transformaban la pasta de morfina en heroína y la transportaban a los Estados Unidos. La heroína así obtenida, principalmente en Marsella, era famosa por su pureza, que podía alcanzar el 98%, frente al 60-70% de la mayor parte de productores. 
Tras la Segunda Guerra Mundial, la mafia corsa comenzó a colaborar con la CIA para impedir que los comunistas franceses controlasen el puerto de Marsella. En esta época, la primera aparición significativa de la "conexión francesa" en Estados Unidos se produjo el 5 de febrero de 1947, cuando un pequeño alijo de unos 3 kg fue localizado en posesión de un marino de un carguero francés que desembarcaba en Nueva York.
Pronto se hizo evidente que la "conexión francesa" estaba creciendo considerablemente, no sólo aumentando su proporción en el negocio del tráfico de drogas internacional, sino mejorando notablemente sus técnicas de producción y distribución. El 17 de marzo de 1947 la policía se incautó de 13 kg de heroína en el barco St. Tropez, y el 7 de enero de 1949, de otros 23 kg encontrados en otro barco de origen francés, el Batista.

### Años 1960
El primer gran caso contra la "conexión francesa" se desarrolló en los años 1960, cuando en junio un informante avisó de que Mauricio Rosal, el embajador de Guatemala en Bélgica, Países Bajos y Luxemburgo estaba traficando con heroína desde Beirut (Líbano) hasta Marsella. Los agentes de narcóticos capturaban por aquella época unos 90 kg de heroína al año, pero se calculaba que la "Conexión francesa" lograba introducir esa misma cantidad en apenas una semana. El propio Rosal había logrado, gracias a su estatus como diplomático, mover alrededor de 200 kg de droga.
El informe anual del Federal Bureau of Narcotics de 1960 indicaba que entre 1200 y 2300 kg de heroína eran introducidos en Estados Unidos procedentes de Francia cada año. Los traficantes franceses se aprovechaban de la alta demanda de este producto, y lograron convertirse en sus máximos proveedores, controlando el 80-90% del mercado y suministrando heroína pura al 85%. Agentes de Estados Unidos, en un intento por disminuir la accesibilidad de esta droga, intentaron forzar a Turquía a reducir su producción de opio, algo que en un principio Turquía aceptó.
En el año 1961, un informe de la CIA acusaba a Jean Venturi, representante de la compañía de licores Pernod Ricard en Norteamérica, de ser un distribuidor de la "conexión francesa". No fue arrestado, pero sí obligado a abandonar definitivamente el país.

### Años 1970: el desmantelamiento de la conexión francesa
Tras años de concesiones, y gracias a la cooperación internacional, en 1971 Turquía aceptó finalmente prohibir completamente la producción de opio, prohibición que se hizo efectiva al año siguiente, en 1972. Ese mismo año agentes estadounidenses en colaboración con la policía francesa apresaron 50 kg de heroína en el aeropuerto de París, y detuvieron a los narcotraficantes Jean-Baptiste Croce y Joseph Mari en Marsella. 
También en febrero de 1972, un sargento del ejército estadounidense recibió una oferta de 96.000 dólares a cambio de transportar 109 kg de heroína. Dicho sargento lo notificó a sus superiores, y éstos a su vez al Federal Bureau of Narcotics, a consecuencia de lo cual cinco personas fueron arrestadas en Nueva York y dos en París, y se incautaron 120 kg de droga.
En los 14 meses siguientes, seis importantes laboratorios de producción de droga fueron registrados y desmantelados en Francia, y los arrestados por narcotráfico en ese mismo año ascendieron a más de 3.000. Estas detenciones permitieron desmantelar también la red de Vincent Papa, principal responsable de la distribución de droga en la Costa Este de Estados Unidos, y destaparon a su vez una trama de corrupción en el Departamento de Policía de Nueva York, gracias al cual la droga incautada en anteriores operaciones había sido sustituida por harina. 
Finalmente, la acción combinada de las policías de Francia, Estados Unidos, Italia y Canadá lograron desmantelar la "conexión francesa" a mediados de los años 1970.

### Desarrollos relacionados
- Nugan Hand Bank
- Banco Internacional de Crédito y Comercio
- Tráfico de drogas de la CIA
- Conexión francesa
- Conferencia de La Habana
- Guerras del Opio
- Producción de opio en Afganistán
- The Politics of Heroin in Southeast Asia. CIA complicity in the global drug trade
- Barry & 'the Boys' : The CIA, the Mob and America's Secret History

### Artículos similares
- The French Connection, (película).
- Reunión en el Grand Hotel des Palmes

### Listas relacionadas
- Anexo:Bibliografía sobre la CIA